# Зенцов, Владимир Васильевич
Владимир Васильевич Зенцов (1921—1995) — полковник Советской Армии, участник Великой Отечественной войны, лётчик-испытатель, Герой Советского Союза (1958).

## Биография
Владимир Зенцов родился 1 мая 1921 года в посёлке шахты № 8 «Ветка» (ныне — в черте Донецка). Окончил девять классов школы и аэроклуб. В декабре 1938 года Зенцов был призван на службу в Рабоче-крестьянскую Красную Армию. В 1940 году он окончил Ворошиловградскую военную авиационную школу лётчиков. С 1941 по 1944 год служил лётчиком-инструктором в Липецком учебном центре Военно-воздушных сил. С апреля 1944 года — на фронтах Великой Отечественной войны. Совершил несколько десятков боевых вылетов на 1-м и 4-м Украинском фронтах.
После окончания войны Зенцов продолжил службу в Советской Армии. В 1947 году он был назначен лётчиком-испытателем Научно-испытательного полигона № 4 в Астраханской области. Принимал участие в испытаниях крылатых ракет. Провёл около двадцати катапультирований из самолётов «Ил-28», которые были мишенями для этих ракет.
Указом Президиума Верховного Совета СССР от 25 июля 1958 года за «мужество и героизм, проявленные при испытании новой техники» подполковник Владимир Зенцов был удостоен высокого звания Героя Советского Союза с вручением ордена Ленина и медали «Золотая Звезда» за номером 11080.
С 1962 года Зенцов служил лётчиком-испытателем в ГНИКИ ВВС, с 1973 года являлся руководителем полётов лётной службы Филиала ГНИКИ ВВС в Чкаловском. В сентябре 1976 года в звании полковника он был уволен в запас. Проживал в посёлке Чкаловский Московской области. Скончался 31 января 1995 года, похоронен на кладбище деревни Леониха Щёлковского района.
Военный лётчик 1-го класса. Был также награждён орденом Красного Знамени, двумя орденами Отечественной войны 1-й степени, тремя орденами Красной Звезды, рядом медалей.